# Make It Happen (película)
Make It Happen es una película de 2008 de Drama dirigida por Darren Grant y protagonizada por Mary Elizabeth Winstead, Ashley Roberts, Riley Smith, Julissa Bermúdez, Tessa Thompson, John Reardon.

## Sinopsis
Lauryn es una joven nacida en Indiana que decide mudarse a Chicago con la intención de ingresar en el Colegio de Música y Baile de Chicago". Pero luego de su rechazo y una serie de inconvenientes se encuentra trabajando en un club de bailarinas exóticas. En el club reflexiona y eso ayuda a Lauryn a entender que aunque los planes pueden cambiar, los sueños nunca lo harán.

## Reparto
- Mary Elizabeth Winstead ... Lauryn Cooper
- Ashley Roberts ... Brooke Hughman
- Riley Smith ... Russ Procter
- Julissa Bermúdez ... Carmen Rodríguez
- Tessa Thompson ... Dana
- John Reardon ... Joel
- Aaron Merke ... Clay Cane
- Karen LeBlanc ... Brenda McFurland
- Matt Kippen ... Wayne
- Erik Fjeldsted ... Marty
- Leigh Enns ... Cliente que intenta ligar

- Datos: Q1197833